# Oskari Friman
Oskar David "Oskari" Friman (Vahviala, Viipuri, 27 de gener de 1893 – Viipuri, 19 d'octubre de 1933) va ser un lluitador finlandès, especialista en lluita grecoromana, que va competir durant les dècades de 1900, 1910 i 1920.
Friman s'inicià en la lluita el 1908, i el 1915 ja era considerat un dels millors lluitadors lleugers finlandesos, juntament amb el seu company de club Emil Väre. Per culpa de la Primera Guerra Mundial no va poder començar a competir internacionalment fins al 1920, quan va prendre part en els Jocs Olímpics d'Anvers. A Anvers va guanyar la medalla d'or en la competició del pes ploma del programa de lluita grecoromana. Quatre anys més tard, als Jocs de París, guanyà una nova medalla d'or en la modalitat de pes lleuger.
El 1921 es proclamà campió del món de pes lleuger. A nivell nacional guanyà 11 campionats finlandesos, en diferents categories, entre 1915 i 1924 i el 1928.